# Eschau (Unterfranken)
Eschau ist ein Markt im unterfränkischen Landkreis Miltenberg.

## Geografie

### Geografische Lage
Eschau liegt im südwestlichen Spessart an der Elsava in der Region Bayerischer Untermain. Der topographisch höchste Punkt der Gemeinde befindet sich mit 514 m ü. NHN (Lage) westlich von Wildensee, der niedrigste liegt an der Elsava westlich von Eschau auf 154 m ü. NHN (Lage).

### Gemeindegliederung
Die Gemeinde Eschau hat zehn Gemeindeteile auf den fünf Gemarkungen Eschau, Hobbach, Oberaulenbach, Sommerau und Wildensee (in Klammern der Siedlungstyp):
| - Eschau - Unteraulenbach (Dorf) - Wildenstein (Dorf) - Wildenthal (Forsthaus) - Hobbach (Kirchdorf) | - Oberaulenbach (Schloss) - Sommerau (Pfarrdorf) - Schafhof (Einöde) - Wildensee (Dorf) - Hofwildensee (Weiler) |

Im Jahr 2015 hatte der Gemeindeteil Eschau, mit den Weilern Unteraulenbach und Wildenstein, rund 1870 Einwohner.

### Nachbargemeinden
|                 | Gemeinde Heimbuchenthal                     | Gemeinde Dammbach                               |
| Markt Elsenfeld | Kompassrose, die auf Nachbargemeinden zeigt | Gemeinde Altenbuch                              |
|                 | Markt Mönchberg und Gemeinde Collenberg     | Stadt Stadtprozelten und Gemeinde Dorfprozelten |

## Name

### Etymologie
Der ursprüngliche Ortsname besteht aus dem mittelhochdeutschen Wort ask, das Esche bedeutet. Es wurde durch ein Kollektivsuffix – ahi abgeleitet, so dass sich als Erklärung Eschengehölz ergibt. Später wurde es mit dem frühneuhochdeutschen Grundwort au (Wiese) versehen. Die gleiche Namenswurzel steckt auch im Fluss Aschaff und den nach ihr benannten Orten. Eschau wird in der örtlichen Mundart wie Äschich oder Äschisch ausgesprochen.

### Frühere Schreibweisen
| - 1248: „Escehe“ - 1261: „Esche“ - 1379: „Eschaw“ - 1403: „Escha“ (auch „Ascha“) | - 1510: „Eschawe“ - 1594: „Eschich“ - 1762: „Eschau“ |

## Geschichte

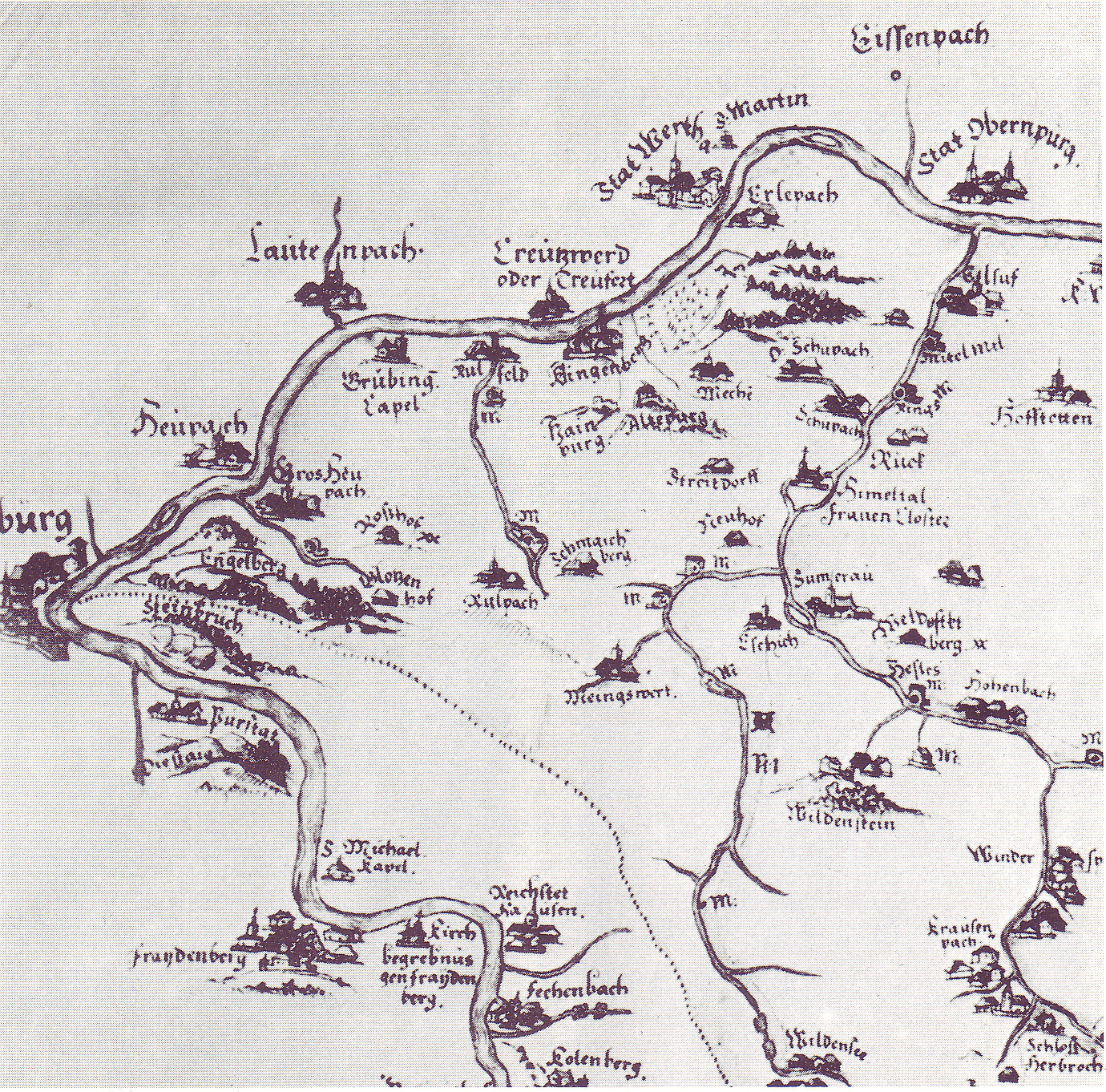
Eschau („Eschich“), Sommerau („Sumerau“), Hobbach („Hohenbach“) und Wildenstein in der Karte des Spessarts von Paul Pfinzing von 1594 (Norden ist rechts)

### Bis zur Gemeindegründung
Bodenfunde bezeugen eine bereits jungsteinzeitliche Besiedelung der Region. Die Burgruine Wildenstein und die Wasserschlösser Sommerau und Oberaulenbach künden von einer geschichtsträchtigen Vergangenheit. Ähnlich wie der rieneckische Hauptort Lohr am Main entstand Eschau als geplante Erweiterung einer bestehenden Siedlung. Gemeinsam mit der Burg Wildenstein und dem von den Rieneckern 1232 gegründeten Kloster Himmelthal bildete Eschau die Machtbasis mit dem größten geschlossenen Territorium der Grafen von Rieneck im Südwest-Spessart. Den Rieneckern gelang es aber nicht, bei den Auseinandersetzungen mit dem Erzstift Mainz zwischen 1260 und 1271 ihr Gebiet zu erweitern. Burg Wildenstein und Eschau blieben eine Enklave in mainzischem Gebiet. Im Januar 1271 mussten sich die Grafen dem Mainzer Erzbischof (Kurmainz) bei einer Zusammenkunft in Aschaffenburg bedingungslos unterwerfen. Die Marktrechte erhielt Eschau unter dem römisch-deutschen König Rudolf von Habsburg mit einer Urkunde vom 7. Juni 1285 verliehen. Das Amt Wildenstein war in der letzten Verleihungsurkunde an die Rienecker 1545 folgendermaßen beschrieben worden: „die Veste Wildenstein, Dorf Wildenstein, Heydebach diesseits des Mains (Kleinheubach) und Esche (Eschau) mit Zehnten, Kirchensätzen etc.; die Dörfer Willensee (Wildensee), Hofstädten (Hofstetten); die Weiler Heckbach (abgegangen) und Ulnbach (Unteraulenbach) und die Zent zur Eiche halb“. 1559 starb Graf Philipp III. von Rieneck als letztes männliches Mitglied seiner Familie. Der Schwager von Philipp III. von Rieneck, Graf Georg I. von Erbach wurde nun mit dem Amt Wildenstein belehnt. Bis zur Mediatisierung 1806 waren die Grafen von Erbach die Herren über Eschau.
Das Kloster Himmelthal, ein ehemaliges Zisterzienserinnenkloster, heute zum Markt Elsenfeld gehörig, wurde 1232 durch Graf Ludwig II. von Rieneck und seine Frau Adelheid von Henneberg gegründet. Im Jahre 1568 hob das Erzbistum Mainz das ausgestorbene Kloster auf und machte es zum erzstiftischen Kameralhof. Dieser wurde 1595 den Jesuiten überlassen und 1626 geschenkt. Mit der Aufhebung des Jesuitenordens 1773 fiel das Gut an das Erzstift Mainz zurück.

### 19. bis 21. Jahrhundert
Bis 1806 war Eschau Sitz des gleichnamigen Amtes der Herrschaft Wildenstein der Grafen von Erbach.
In jenem Jahr kam Eschau infolge der Mediatisierung an das Fürstentum Aschaffenburg des Fürstprimas Karl Theodor von Dalberg und mit diesem 1810 zum Großherzogtum Frankfurt.
Von da an lag Eschau in dessen Departement Aschaffenburg und war Sitz der Districtsmairie Eschau, zu der jeweils als Mairien die nach der Mediatisierung den Grafen von Erbach als standesherrliche Besitzungen gebliebenen Orte Eschau, Hofstetten und Wildensee sowie die freiherrlich von Fechenbach'sche Besitzung Sommerau gehörten. 1812 bestand die Mairie Eschau aus Eschau, Unteraulenbach und Wildensee und hatte bei 117 Feuerstellen 776 Einwohner. Maire und Zivilstandsbeamter war Johannes Haas. Ihm unterstanden drei Adjuncte: zu Eschau Philipp Amend Junior, zu Unteraulenbach Johann Ort und zu Wildenstein Johann Wörth. Schullehrer war damals J. J. Willenbücher.
Im Herbst 1813 fiel Eschau zunächst an Österreich und Infolge der Verträge von Paris im Sommer 1814 an das Königreich Bayern.
Im Zuge der Verwaltungsreformen in Bayern entstanden mit dem Gemeindeedikt von 1818 die selbständigen Gemeinden Eschau, Hobbach, Sommerau und Wildensee. In Eschau bestand ein Gräfl. von Erbach’sches Herrschaftsgericht bis 1824 und wieder von 1841 bis 1848. Die letzten Reste der Adelsgerichtsbarkeit wurden 1848 aufgehoben.
Im Jahr 1862 wurde das Bezirksamt Obernburg gebildet, auf dessen Verwaltungsgebiet Eschau lag. Wie überall im Deutschen Reich wurde 1939 die Bezeichnung Landkreis eingeführt. Eschau war nun eine der 35 Gemeinden im Landkreis Obernburg am Main. Mit der Auflösung des Landkreises Obernburg kam Eschau am 1. Juli 1972 in den neu gebildeten Landkreis Miltenberg. Mit der Inbetriebnahme der Bahnstrecke Obernburg-Elsenfeld–Heimbuchenthal im Januar 1910 wurde Eschau mit dem Bahnhof Eschau-Mönchberg und dem Haltepunkt Eschau-Sommerau verkehrstechnisch an das Maintal angeschlossen.
Im Ersten Weltkrieg fielen 23 Eschauer Bürger auf den Schlachtfeldern Europas.
Im Dritten Reich  wurden vier jüdische Bürger, Gustav und Flora Wolf aus Sommerau und Jendele Marx aus Eschau deportiert und verloren ihr Leben in Ostpolen bzw. im KZ Theresienstadt. Lina Mosbacher aus Eschau war 1934 in ein jüdisches Altersheim nach Frankfurt am Main verzogen; sie wurde von dort nach Theresienstadt deportiert und in Treblinka ermordet. Seit 28. Mai 2015 erinnert eine Gedenktafel am historischen Rathaus an die Opfer der NS-Diktatur. Weitere jüdische Bürger waren an andere Orte verzogen und konnten zum Teil ihr Leben durch Auswanderung retten.
Auch der Sommerauer Schneidermeister Adam Englert (geboren am 16. Dezember 1876), seine Frau Marcelle, geborene Tauty, war Französin, wurde verhaftet. Er kam wegen Spionageverdacht in das KZ Dachau und wenige Tage später in das KZ Mauthausen (Österreich), Häftlingsnummer 725; dort wurde er am 8. September 1941 ermordet. Eine Gedenktafel des Turn- und Sportvereins Sommerau auf dem Friedhof in Sommerau neben dem Kriegerdenkmal erinnert seit 1. November 2016 an Adam Englert, der 1919 Gründungsmitglied, später zwei Jahre Vorsitzender und dann Ehrenmitglied des Turnvereins Sommerau war.

### Eingemeindungen
Im Zuge der Gebietsreform in Bayern wurde am 1. Januar 1978 wurde die bis dahin selbständige Gemeinde Wildensee, die am 1. April 1977 um Gebietsteile der Gemeinde Altenbuch, mit damals etwa 25 Einwohnern, vergrößert worden war, in den Markt Eschau eingegliedert. Am 1. Mai 1978 kamen die vormals selbständigen Gemeinden Hobbach und Sommerau (mit dem Schloss Oberaulenbach) hinzu. Nach den Eingemeindungen 1978 betrug die Gesamtgebietsfläche des Marktes Eschau 25 km² (Eschau 7, Hobbach 5, Sommerau 11, Wildensee 2 km²).

### Einwohnerentwicklung
- 1961: 3099 Einwohner[6]
- 1970: 3395 Einwohner[6]
- 1987: 3891 Einwohner
- 1991: 4146 Einwohner
- 1995: 4238 Einwohner
- 2000: 4145 Einwohner
- 2004: 4101 Einwohner
- 2005: 4087 Einwohner
- 2006: 4053 Einwohner
- 2007: 4028 Einwohner
- 2008: 4001 Einwohner
- 2009: 3988 Einwohner
- 2010: 3881 Einwohner
- 2011: 3803 Einwohner
- 2012: 3783 Einwohner
- 2013: 3760 Einwohner
- 2014: 3716 Einwohner
- 2015: 3778 Einwohner
- 2016: 3762 Einwohner
- 2017: 3795 Einwohner

Im Zeitraum 1988 bis 2018 sank die Einwohnerzahl von 3962 auf 3809 um 153 Einwohner bzw. um 3,9 %. Einen Höchststand erreichte der Markt Mitte der 1990er Jahre mit ca. 4240 Einwohnern.
Quelle: BayLfStat

### Einwohnerverteilung
Verteilung der 4213 Einwohner des Jahres 2008 (einschließlich der Zweitwohnsitze) nach dem Alter:
- unter 6 Jahre: 206 Einwohner
- 06–14 Jahre:0365 Einwohner
- 15–17 Jahre:0138 Einwohner
- 18–24 Jahre:0384 Einwohner
- 25–29 Jahre:0273 Einwohner
- 30–49 Jahre: 1252 Einwohner
- 50–64 Jahre:0841 Einwohner
- über 64 Jahre: 754 Einwohner

### Religionen
Der Gemeindeteil Eschau mit seinen Weilern Wildenstein und Unteraulenbach sowie der Gemeindeteil Wildensee gehören überwiegend der evangelisch-lutherischen Konfession an. Im Gemeindeteil Eschau ist der Sitz des evangelischen Pfarramtes und des Pfarrers.
Gründung der Pfarrei Eschau: Eschau löste sich, wie auch Erlenbach, um 1180 aus der kirchlichen Abhängigkeit von Wörth und Kleinwallstadt und sie bildeten eigene Pfarrbezirke. In dieser Zeit kann man eine erste Kirche vermuten. Der älteste Teil der heutigen Kirche (aus vorreformatorischer Zeit) ist der gotische Chor mit der Sakristei von 1476. Im Mai 1744 wurde das alte Langhaus der Kirche abgebrochen und durch ein neues ersetzt. Die Einweihung war am 6. Januar 1745.
Etwa um die Mitte des 16. Jahrhunderts schlossen sich die Grafen von Rieneck der Reformation an, und somit wurde auch die Bevölkerung der Grafschaft, wie damals üblich, evangelisch. Bis zu dieser Zeit gab es eine katholische Nachbarpfarrei Eschau. Unmittelbar bevor sich die Grafen der Reformation anschlossen bzw. ihre Untertanen der Reformation zuführten, gab es eine Zeit in der die Sommerauer Katholiken vom katholischen Eschauer Pfarrer Johannes Geyer betreut wurden.
Die Bewohner von Sommerau mit Oberaulenbach und Hobbach gehören zumeist der römisch-katholischen Konfession an. Im Ortsteil Sommerau ist der Sitz des katholischen Pfarramtes und des Pfarrers.
Wahrscheinlich im Jahr 1330 gründeten die niederadeligen Herren von Fechenbach in Sommerau eine eigene Pfarrei, zu der die Filialen Eichelsbach, Kinzbach und Hobbach gehörten. Durch die Synode von Kleinwallstadt um 1333 wurde die endgültige Trennung von der Mutterpfarrei Kleinwallstadt besiegelt.
Nicht nur die Entstehungszeit der angeblich schon 1379 bestehenden ersten Kirche liegt im Dunkeln. Unklar ist auch, ob überhaupt und wo es vor der Errichtung der jetzigen alten Kirche am Friedhof in Sommerau schon eine Kirche gab. Die alte Kirche geht jedenfalls – nach verschiedenen Quellenangaben – wenigstens teilweise auf das 14. Jahrhundert zurück und könnte durchaus nicht nur „Schlosskapelle“, sondern mit jener ersten, schon 1379 bestehenden Kirche identisch gewesen sein. Das Langhaus ist im Kern gotisch (14. Jahrhundert), während der mit Kreuzrippengewölbe versehene Chor aus dem 15.–16. Jahrhundert stammt. Am Westgiebel, gut erkennbar, ist eine, vermutlich 1733 erfolgte Dachaufstockung auf die Höhe des Chores erkennbar. Um 1900 begannen unter Ernst Ankenbrand, Pfarrer von Dezember 1898 bis April 1902, und anschließend unter Nikolaus Schnall (1872–1948), Pfarrer von Juni 1902 bis Mai 1920, die Planungen, die alte Kirche zu erweitern, was jedoch später zu Gunsten eines Neubaus aufgegeben wurde. Der Kirchenneubau wurde 1910 von der Kirchenverwaltung unter Pfarrer Nikolaus Schnall beschlossen und 1911 von Architekt Ludwig Becker aus Mainz geplant; er war vorher schon mit der Erweiterungsplanung der alten Kirche befasst. Ausführender Baumeister war August Schnatz (1872–1973) aus Obernburg am Main. Zu Beginn des Ersten Weltkrieges (1914–1918) wurde der Bau im August 1914 eingestellt und erst am Anfang der 1920er Jahre beendet. Die Einweihung durch den Bamberger Weihbischof Adam Senger war am 6. Mai 1923. Sowohl die alte, wie auch die neue Pfarrkirche sind dem Heiligen Laurentius geweiht.

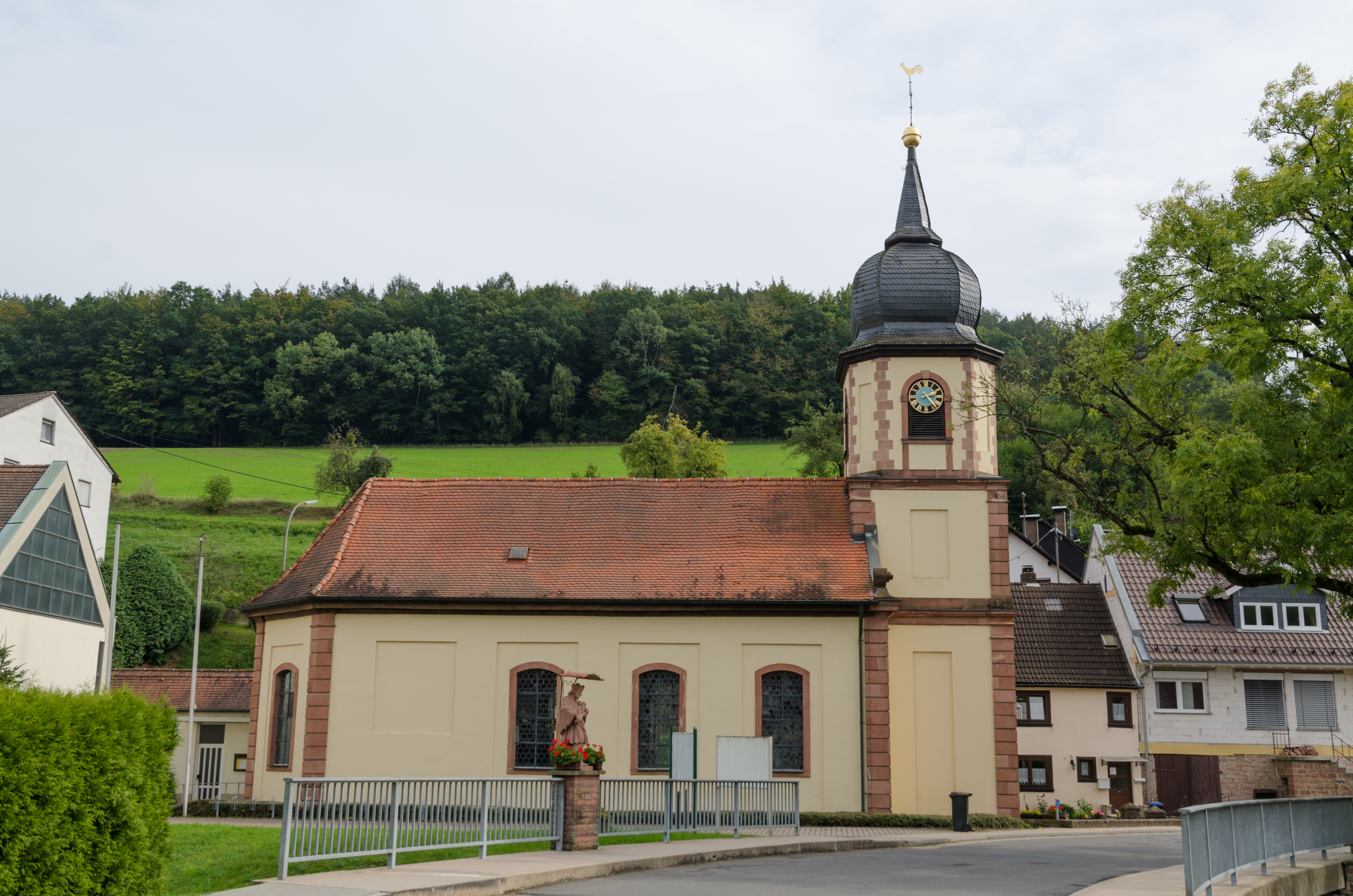
Katholische Filialkirche St. Johann Baptist in Hobbach

### Israelitische Kultusgemeinde
1933 (1938) gab es in Eschau 19 (2) und in Sommerau 7 (2) jüdische Mitbürger und die Israelitische Kultusgemeinde Eschau-Sommerau. Als Lehrer, Kantor und Schochet wirkte bis zu seiner Auswanderung 1937 nach Palästina Leopold Lehmann. Seit 28. Mai 2015 erinnert eine Gedenktafel am Historischen Rathaus an die während der nationalsozialistischen Gewaltherrschaft deportierten und ermordeten jüdischen Bürger.
Religionszugehörigkeit in Eschau 1933 (980): Protestanten 85,1 %; Katholiken 13,0 %; Juden (19) 1,9 %
Religionszugehörigkeit in Sommerau 1933 (430): Katholiken 81,9 %; Protestanten 16,3 %; Juden (7) 1,6 %

## Politik
- SPD: 4
- FW: 4
- HWG: 3
- CSU: 5

### Gemeinderat
Der Marktgemeinderat besteht aus 16 Mitgliedern. Die Zusammensetzung aufgrund der Gemeinderatswahl am 15. März 2020 zeigt das nebenstehende Diagramm. In der Amtszeit von Mai 2014 bis April 2020 hatte sich bereits die gleiche Sitzverteilung ergeben.

### Bürgermeister
Erster Bürgermeister ist Gerhard Rüth (CSU); er war vorher Zweiter Bürgermeister und wurde am 15. März 2020 mit 91,34 % der Stimmen gewählt. Sein Vorgänger war Michael Günther (SPD), im Amt von Mai 1996 bis April 2020; er kandidierte 2020 nicht mehr für eine weitere Amtszeit.

### Europawahlen
Bei der Europawahl 2014 erreichte CSU 39,10 %, SPD 25,32 %, GRÜNE 8,02 %, AfD 7,03 %, FREIE WÄHLER 6,94 % und sonstige 13,60 %. Es gab 3.035 Wahlberechtigte, aber nur 1.114 Wähler; das ergibt eine Wahlbeteiligung von 36,71 %.
Bei der Europawahl 2019 errangen CSU 40,99 %, SPD 12,42 %, GRÜNE 14,34 %, AfD 11,07 % und sonstige 21,19 % der Stimmen. Es gab 3.027 Wahlberechtigte und eine Wahlbeteiligung von 58,80 %.

### Wappen
| | Blasonierung: „Durch eine Zinne geteilt von Gold und Rot; oben eine schwarze Balkenwaage, unten drei, eins zu zwei gestellte, sechsstrahlige silberne Sterne.“ |
| Wappenbegründung: Die Grafen von Rieneck sind seit 1232 in Eschau belegt. Der Ort wurde 1285 zum Markt erhoben. Nach dem Aussterben der Grafen von Rieneck 1559 kam Eschau zusammen mit der Herrschaft Wildenstein an die Grafen von Erbach und verblieb dort bis zum Ende des Alten Reichs 1803. Die Farben Rot und Gold sind dem Wappen der Grafen von Rieneck entnommen. Die Sterne entstammen dem Wappen der Grafen von Erbach. Die Zinne stellt die alte Befestigung des Marktes dar, die Balkenwaage symbolisiert als Gerichtssymbol das Markrecht. Dieses Wappen wird seit 1962 geführt. | |

## Wirtschaft und Infrastruktur
Eschau hat Anteil am Naturpark Spessart, und damit auch am Tourismus, Ferien- und Radrouten führen durch den Ort.

### Wirtschaft einschließlich Land- und Forstwirtschaft
2017 gab es in der Gemeinde 620 sozialversicherungspflichtige Arbeitsplätze. Von der Wohnbevölkerung standen 1579 Personen in einem versicherungspflichtigen Beschäftigungsverhältnis. Damit war die Zahl der Auspendler um 959 Personen größer als die der Einpendler. 51 Einwohner waren arbeitslos. 2016 gab es 33 landwirtschaftliche Betriebe.

### Verkehr
Eschau liegt mit den Gemeindeteilen Sommerau und Hobbach an der „Ferienroute Alpen-Ostsee“, an der Staatsstraße 2308 zwischen Obernburg (B 469) und Mespelbrunn bzw. Rohrbrunn (A 3). In östlicher Richtung, etwa neun Kilometer von Eschau entfernt, liegt der Ortsteil Wildensee. Seit dem Jahr 2000 wird der Ortsteil Eschau durch eine Umgehungsstraße vom Durchgangsverkehr entlastet und seit 17. Juli 2017 rollt der Autoverkehr auf diese Weise auch an Sommerau vorbei.
Überwiegend auf der ehemaligen Bahnstrecke Obernburg-Elsenfeld–Heimbuchenthal verläuft ein Radwanderweg durch Eschau. Bis zum Main bei Elsenfeld sind es acht Kilometer.

### Bildung
Es gibt folgende Einrichtungen (Stand: 2018):
- Kindertageseinrichtungen: Im Markt Eschau gibt es drei Kindergärten (Eschau, Sommerau, Hobbach) mit 174 genehmigten Plätzen und 168 Kindern, davon 24 unter drei Jahren
- Volksschule: „Valentin-Pfeifer-Volksschule“ (Grund- und Mittelschule) mit 11 Klassen, 17 Lehrern und 200 Schülern.

### Sehenswürdigkeiten
- im Gemeindeteil Eschau:
  - das Alte Rathaus, ein Fachwerkbau mit Erker und dem Halseisen, aus dem 17. Jahrhundert (um 1690)
  - der 2010 geschaffene Schwedenbrunnen, gegenüber dem Alten Rathaus
  - die evangelische Epiphanias-Pfarrkirche (15.–18. Jahrhundert)
  - gepflegte Fachwerkhäuser

- im Gemeindeteil Hobbach
  - die alte Kirche St. Johannes der Täufer (18. Jahrhundert)
  - die am 5. Dezember 1964 eingeweihte neue Kirche Mariä Heimsuchung, die teilweise über die Elsava gebaut ist
  - Sandsteinfigur St. Johannes von Nepomuk, auf der Elsava-Brücke bei den Kirchen. Nach dem Chronostichon von 1743
  - der ehemalige Hobbacher Eisenhammer, heute ein Schullandheim

- im Gemeindeteil Sommerau
  - das Wasserschloss Sommerau mit Parkanlagen der Freiherrn von Fechenbach/Aufseß (heute privat)
  - Ehemaliges Guts- und Verwaltungsgebäude (16. Jahrhundert, Anbau 18. Jahrhundert) und dem Park der Freiherrn von Fechenbach (heute privat)
  - Die katholische Pfarrkirche St. Laurentius (neugotisch), im Volksmund „Spessartdom“ genannt (1913–1921). Architekt war der Mainzer Dombaumeister Ludwig Becker.
  - Neben der Pfarrkirche befindet sich das alte Fachwerk-Schulhaus von 1822 (privat).
  - Die alte profanierte Pfarrkirche (ursprünglich 14. Jahrhundert), die sich derzeit (Stand 2022) in einem schlechten Zustand befindet; sie war dem heiligen Laurentius geweiht.

- im Gemeindeteil Oberaulenbach
  - das Wasserschloss Oberaulenbach und die ehemaligen Wirtschafts- und Verwaltungsgebäude der adeligen Ortsherren

- im Gemeindeteil Wildensee
  - die kleine evangelische Kirche Zum guten Hirten wurde am 3. Oktober 1954 eingeweiht

- im Gemeindeteil Wildenstein
  - die Burgruine Wildenstein mit ihrem Weiler

### Sehenswürdigkeiten in der Umgebung
Zahlreiche Ausflugsziele liegen in der Nähe, z. B. das Wasserschloss Mespelbrunn, die Kreisstadt Miltenberg, der Weinort Klingenberg am Main und die ehemalige Kreisstadt Obernburg am Main.

### Wanderwege
Das Archäologische Spessartprojekt und der Spessartbund koordinieren die Erschließung der Kulturlandschaft Spessart durch die europäischen Kulturwege. Innerhalb des Marktes Eschau wurden zwei Kulturwege angelegt. Route 1 – Burg Wildenstein, Route 2 – Hobbach (Wasserschloss Oberaulenbach).
Durch den Markt Eschau führen einige Rundwanderwege, angelegt durch die örtlichen Wandervereine. Auch der Hauptwanderweg Nr. 18 des Spessartbundes Aschaffenburg-Freudenberg/M. führt durch die Eschauer Gemarkung.

## Persönlichkeiten
- Karl Heinrich Caspari (1815–1861), geboren in Eschau, gestorben in München, war evangelischer Pfarrer und Volksschriftsteller.[13] Eine Straße in Eschau und eine Gedenktafel am Eschauer Pfarrhaus erinnern an ihn.
- Elmar Freiherr von Haxthausen (1839–1910) wurde 1839 in Neiße/Schlesien (heute Polen) geboren. Er war bei der preußischen Armee. Mit 33 Jahren nahm er seinen Abschied, kam 1872 als Privatier nach Sommerau und kaufte sich dort das vormalige Verwaltungsgebäude der Freiherren von Fechenbach. Der  Amateurarchäologe war für damalige Verhältnisse ein ernstzunehmender Wissenschaftler. Haxthausen lebte von 1872 bis 1897 in Sommerau. Er starb 1910 in Darmstadt.
- Herrman Philipp Ludwig (1841–1894), geboren in Eschau, gestorben in Frankfurt a. Main. Er war Kupferstecher und Landschaftsmaler.
- Richard Wehsarg (1862–1946), ab 1897 Arzt und Sanitätsrat in Sommerau. Er war in Hillesheim bei Oppenheim geboren. Bevor er sich in Sommerau niederließ, betrieb er ein Sanatorium, die sog. „Kuranstalt“, in den Gebäuden des 1888 stillgelegten Hobbacher Eisenhammers, in der „Villa Elsava“. Auch in seinem Haus, gegenüber dem Schloss in Sommerau, das er von Freiherr Elmar von Haxthausen 1897 kaufte, betrieb Wehsarg eine Arztpraxis und ein Sanatorium. Er gründete 1906 die Monatszeitschrift „Spessart“ und war einige Jahre deren Redakteur. Auch war er eine treibende Kraft zum Bau der sog. Elsavatal-Eisenbahn. Richard Wehsarg und seine Frau Mary geb. Wagner (1857–1920) sind auf dem Friedhof in Sommerau bestattet. Eine Straße in Sommerau erinnert an ihn.
- Nikolaus Schnall (1872–1948), Pfarrer in Sommerau von 1902 bis 1920. In seine Wirkungszeit in Sommerau fiel die Planung und der Bau der neuen Pfarrkirche „St. Laurentius“. Eine Straße in Sommerau erinnert an ihn. Nikolaus Schnall stammte aus Röllbach.
- Der expressionistische Maler Fritz Schaefler wurde 1888 in Eschau geboren. Hier verbrachte er seine Kindheit bis 1900. Eine Gedenktafel an seinem Geburtshaus in Eschau erinnert an ihn.
- Josef Harpe (1887–1968), der frühere NS-General und mutmaßliche Kriegsverbrecher hat bis zu seinem Tod in Eschau gelebt und wurde auf dem Friedhof beigesetzt.
- Moses Strauss (1887–1981), der in Eschau geborene Arzt und Autor war kurzzeitig Gemeindevorsteher der orthodoxen jüdischen Gemeinde in Heilbronn.
- Oskar Hagemann (1888–1984), vor allem als Porträtmaler bekannt, lebte und arbeitete von 1917 bis Herbst 1920 im Sommerauer Schloss. Auch seine Frau Gertrud (Gertel) Stamm-Hagemann (1891–1939) war künstlerisch und literarisch tätig. Sie ist die Autorin des Büchleins „MUSCHIK“ – Aus dem Leben eines Pferdes. Diese Geschichte, sie spielt in Sommerau und Umgebung, wurde nach ihrem Tode 1940 herausgegeben.[14]
- Gabrielle Jesberger-Günther (* 1947) stammt aus Sommerau; Autorin biographischer Romane (Liebes Leben, Mary und das geheimnisvolle Gemälde).
- Hans Jürgen Fahn (* 1952) stammt aus Sommerau. Er war bis 2008 als Gymnasiallehrer am Hermann-Staudinger-Gymnasium in Erlenbach am Main tätig.  Fahn war von Oktober 2008 bis September 2018 Mitglied des Bayerischen Landtags.
- Der CSU-Politiker Berthold Rüth wurde 1958 in Hobbach, Markt Eschau, geboren. Er ist seit dem 6. Oktober 2003 Mitglied des Bayerischen Landtags. Er ist zudem seit 1990 Mitglied im Kreisrat des Landkreises Miltenberg. In den Jahren 2004 und 2017 war er Mitglied der Bundesversammlung zur Wahl des Bundespräsidenten.[15]
- Katharina Martin (* 1981 in Erlenbach), Schauspielerin und Sängerin, lebt und arbeitet seit einigen Jahren in Hamburg.
- Gerhard Rüth (* 1963 in Erlenbach) ist seit 2020 Bürgermeister von Eschau. Zuvor war er als Geschäftsführer des Innovationsrings des Bayerischen Landkreistages tätig.[16]

## Ehrenbürger

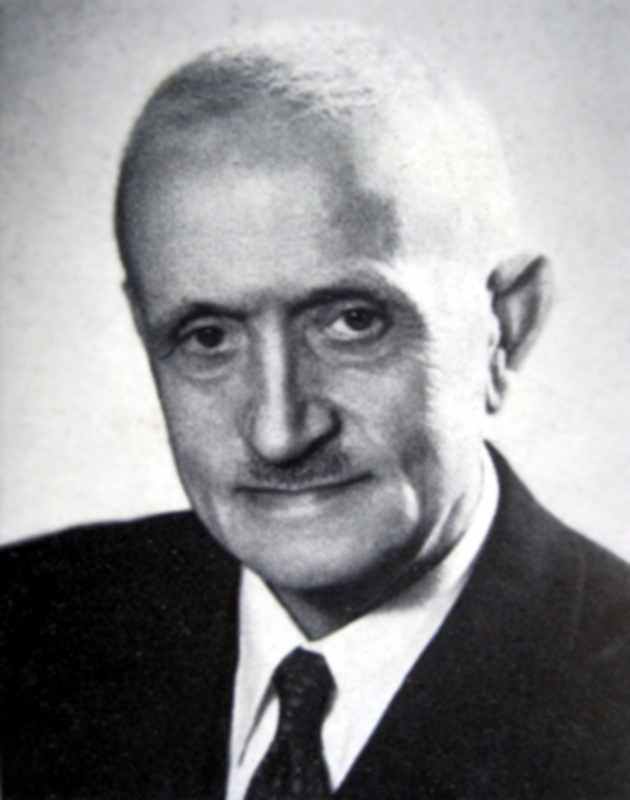
Valentin Pfeifer (1886–1964), geboren in Sommerau, um 1950

- Kommerzienrat Valentin Pfeifer (1837–1909), Besitzer der Zuckerfabrik Pfeifer & Langen in Köln, förderte im Jahr 1906 mit einer großzügigen Spende, zum Andenken an seinen Großvater Valentin Pfeifer (1763–1840), der in Sommerau geboren war, den Bau der Neuen Sommerauer Pfarrkirche „St. Laurentius“. 1907 wurde er zum Ehrenbürger der Gemeinde Sommerau ernannt.[17]
- Der Lehrer, Volkskundler und Heimatschriftsteller Valentin Pfeifer wurde 1886 in Sommerau geboren. Er war viele Jahre Lehrer an der Luitpoldschule in Aschaffenburg und zuletzt Rektor an der Volksschule in Aschaffenburg-Damm. Darüber hinaus war er Sammler, Autor und Erzähler von Märchen, Geschichten und  Sagen, die im Spessart spielten. Im  Jahr 1956 wurde er Ehrenbürger der Gemeinde Sommerau. Im Aschaffenburger Stadtteil Damm und in Sommerau ist jeweils eine Straße nach ihm benannt. Die Volksschule (Grund- und Mittelschule) in Eschau trägt seinen Namen. Valentin P. starb 1964 in Aschaffenburg; er ist in einem Ehrengrab auf dem Waldfriedhof in Aschaffenburg bestattet.
- Peter Seubert (1908–2001) war Pfarrer in der Pfarrei „St. Laurentius“ Sommerau von 1957 bis 1975. Unter seiner aktiven Mithilfe wurde Ende der 1950er Jahre in Sommerau das neue Pfarrhaus und 1963–64 in Hobbach die neue Kirche „Mariä Heimsuchung“ gebaut. Ehrenbürger der Gemeinden Sommerau und Hobbach wurde er 1975 bzw. 1976. Seubert ist im Priestergrab auf dem Sommerauer Friedhof bestattet.
- Willy Backert, Pfarrer in Eschau von 1947 bis 1978, wurde 1978 Ehrenbürger des Marktes Eschau.
- Otto Halk ist seit 1974 Seelsorger in der Pfarrei „St. Laurentius“ Sommerau und seit 1977 Pfarrer. Halk wurde 1971 von Diözesanbischof Josef Stangl zum Priester geweiht (Pater Arno Halk OSB). Am 10. November 2013 wurde er, 70-jährig, Ehrenbürger des Marktes Eschau. Seit November 2018 befindet sich Halk im Ruhestand.

## Sonstiges
„Kloa Paris“ (Klein Paris) ist der Ortsneckname von Eschau, das mit vier Jahrmärkten und sechs Viehmärkten das Einkaufszentrum der Elsavatalgemeinden im 19. Jahrhundert war. Der Spitzname geht aber auch auf die zugewanderten Franzosen zurück, die eine „evangelische Insel mit einem Pastor“ inmitten einer katholisch geprägten Gegend schufen. Der Bezug zu Frankreich wird auch durch eine Reihe von französischen (wohl hugenottischen) Familiennamen hergestellt, z. B. „hors le ban“. Ein Bereich vor der ehemaligen Ortsmauer (ein Teilstück der Wildenseer Straße) wird volkstümlich auch „Vorstadt“ genannt.

### Spottverse
Am sog. „Maulaffeneck“ beim Eschauer „Löwen“ mit Blick zur „Krone“ – Lehrer Johann Leonhard Schorr nennt es im Büchlein „Geschichte und Sagen von Eschau“, 1914, das oft von Männern und Burschen belagerte und berüchtigte „Scharfeck“: „Wer von Eichelsbach kommt ohne Wind, vom Hammer ohne Sünd’ und durch Eschau ohne Spott, hat besondere Gnad’ von Gott.“
„Die Gashäi ess houchgeboän, Äschich ess zu Dräck gefroän, en Summere ess de Houchmu grouß, en Hobbach ess de Deifel lous“. Auf Hochdeutsch: „Die Geißhöhe ist hochgeboren, Eschau ist zu Dreck gefroren, in Sommerau ist der Hochmut groß, in Hobbach ist der Teufel los“.